# Трене (река)
Трене (нем. Treene, дат. Trenen) — река на севере Германии, в земле Шлезвиг-Гольштейн. Имеет длину 73 км, является крупнейшим притоком Айдера.

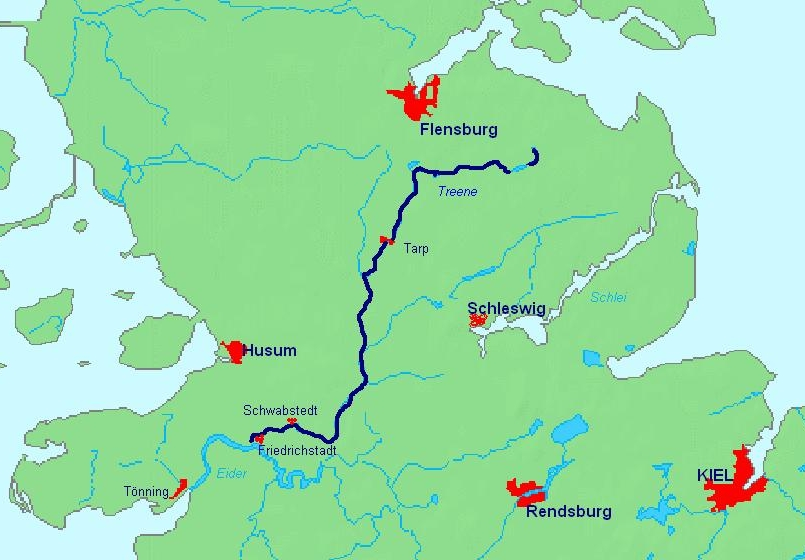

Исток реки расположен к югу от Фленсбурга, рядом с коммуной Гросзольт. Трене вытекает из озера Тресзе (Treßsee), которое питается речкой Бонденау (Bondenau), начинающийся у коммуны Зёруп, в 15 км к востоку от озера. Таким образом Трене начинается на полуострове Ангельн, вдающимся в Балтийское море между Фленсбургским заливом и заливом Шлей, но принадлежит к бассейну Северного моря.
После Эферзе река поворачивает на юг, протекает мимо коммун Тарп, Эггебек, Лангштедт, Золлеруп, Трайа, Холлингштедт и Швабштедт, а затем у города Фридрихштадт сливается с Айдером. Долина среднего течения реки используется перелётными птицами в качестве остановочного пункта.
Путь Айдер — Трене — Райдер-Ау (приток Треке) — Шлай использовался ранее как торговый путь между Северным и Балтийским морем в обход Зунда. Корабли волоком тащили 16 км от Райдер-Ау до озера Зелькер-Нор, где некогда стояло поселение викингов Хедебю.